# Infinite Storm
Infinite Storm és una pel·lícula d'aventures dramàtica estatunidenca de 2022 dirigida per Małgorzata Szumowska, codirigida per Michał Englert i amb un guió de Josh Rollins, basada en l'article High Places: Footprints in the Snow Lead to an Emotional Rescue de Ty Gagne. La pel·lícula és protagonitzada per Naomi Watts, Billy Howle, Denis O'Hare, PParker Sawyers i Eliot Sumner.
Infinite Storm va ser llançat als Estats Units el 25 de març de 2022 per Bleecker Street. Ha estat subtitulada al català.

## Repartiment
- Naomi Watts com a Pam Bales
- Billy Howle[3] com a John
- Denis O'Hare[3] com a Dave
- Parker Sawyers[3] com a Patrick
- Eliot Sumner com a Hiker Bill
- Josh Rollins com a Finn

## Producció
El febrer de 2021, es va anunciar que Naomi Watts, Sophie Okonedo, Billy Howle, Denis O'Hare i Parker Sawyers s'havien unit al repartiment de la pel·lícula, amb Małgorzata Szumowska i Michał Englert la dirigiria, a partir d'un guió de Josh Rollins. Watts també actuaria com a productora de la pel·lícula, amb Bleecker Street que es distribuiria als Estats Units, i Sony Pictures Worldwide Acquisitions a nivell internacionalment.
El rodatge va començar l'1 de febrer de 2021 i va concloure l'1 de maig de 2021. Kamnik, Eslovènia, és el lloc de rodatge principal d'Infinite Storm. La major part de la pel·lícula es va rodar a la ciutat i als voltants.